# Thalassema thalassema
Thalassema thalassema is een lepelworm uit de familie Thalassematidae. De wetenschappelijke naam van de soort werd in 1774 gepubliceerd door Peter Simon Pallas onder de naam Lumbricus thalassemum en werd in een geslacht met regenwormen geplaatst. In 1801 introduceerde Jean-Baptiste de Lamarck het geslacht Thalassema met de typesoort Thalassema rupium, wat een synoniem is van de soortnaam die vandaag geldig is, Thalassema thalassemum. Beide delen van de naam zijn afgeleid van de Griekse woorden θάλασσα "zee" en σῆμα "teken".

## Beschrijving
Thalassema thalassemum is een ongesegmenteerde lepelworm met een zachte lichaam. De romp is bilateraal symmetrisch gevormd en bereikt een lengte van maximaal 2-7 cm. De kleur van de romp varieert en kan blauw, grijs, geel, roze of paars zijn. Op het oppervlak van de romp bevinden zich talrijke papillen die in ringen rond het lichaam zijn gerangschikt en die naar achteren in aantal toenemen. Langs het midden van het ventrale oppervlak van het lichaam is er soms een enkele witte lijn zichtbaar. De mond bevindt zich aan de basis van de proboscis en daarachter ligt een paar chaetae. De proboscis is perzikkleurig of crèmekleurig, kan tot 10-20 cm uitsteken en kan op een ventraal kanaal lijken te hebben wanneer de zijranden tijdens het voeren naar binnen rollen.

## Verspreiding
Thalassema thalassemum komt voor in de Atlantische Oceaan van de Middellandse Zee tot de zuidwestkust van de Britse Eilanden, uitzonderlijk ook tot de zuidwestkust van Schotland, waar hij leeft in het intergetijdengebied en daaronder in rotsspleten en tussen stenen, onder het intergetijdengebied maar ook in zand en modder. Deze soort is ook gevonden in de Middellandse Zee, bij Japan, Louisiana, Sierra Leone en Frankrijk.

## Ecologie
Thalassema thalassemum voedt zich met detritus en micro-organismen die met de proboscis van het substraat worden afgegraasd. Het is voornamelijk 's nachts actief.